# Табуновская школа
Табуновская школа (швед. Tabunoffska huset, фин. Tabunovin koulu) — начальное русскоязычное учебное заведение в столице Великого княжества Финляндского Гельсингфорсе (позднее — Хельсинки), располагавшееся на углу проспекта Маннергейма дом 8 и улицы Лённрота дом 2.

## История
Первая русская школа действовала с 1827 года при Гельсингфорсском православном приходе. В 1861 году дьякон Голубков предоставил для неё безвозмездно свою небольшую квартиру в приходском доме на Елизаветинской улице. Средства на её содержание собирали прихожане, купец Никифор Табунов внёс 3 тысячи рублей. С мальчиками занимались В. А. Шклявин и заменивший его позднее И. П. Власов, а с девочками М. И. Грачёва. Учителям было назначено небольшое вознаграждение (за 3 года каждый получил по 321 рублю). Дьякон Голубков преподавал бесплатно Закон Божий.
В 1863 году, по проекту архитектора Августа Бомана, купцом Никифором Табуновым (1803—1868) было построено отдельное здание. В 1864 году Никифор Табунов и его супруга Татьяна составили дарственный акт в пользу русской школы.
12 ноября 1864 года состоялось открытие первой русской школы в присутствии генерал-губернатора П. И. Рокасовского. В школу в тот год записались 49 мальчиков и 24 девочки. Первым учителем был магистр философии И. П. Власов и первой учительницей — М. И. Грачёва, которую через год заменила Н. А. Кудрякова, прослужившая в школе 40 лет. Школа получила название «Гельсингфорсская начальная школа имени генерала пехоты Н. М. Каменского», а с 1917 года называлась «Табуновская школа».
Внутри здания имелся большой зал для собраний учащихся и столовая. Ученики старших классов занимались на третьем этаже, младшие — на первом. Имелись специализированные классы: русского языка и русской литературы, классических языков, географии, естественных наук, математики. На третьем этаже располагался домовый храм, где преподавали Закон Божий. Одна из больших икон «Благословение детей» (1870), после закрытия школы, была перенесена в Успенский собор города Хельсинки.
В связи с тем, что среди учеников были представители разных вероисповеданий, в программу обучения включалось преподавание разных религий: настоятель Успенского прихода протоиерей Николай Васильевич Попов преподавал православную веру, профессор И. Коллиандер (Александровский университет) преподавал лютеранское вероисповедание, католическую веру — выпускник католической духовной академии М. И. Ручинский.
В 1912/1913 учебном году в школе обучалось 273 ученика, а в 1914 году — уже свыше тысячи.
С 1927 года в здании школы расположился финский частный лицей «Jyllan», который также был популярен среди русскоязычного населения Хельсинки в связи с расположением в историческом здании Табуновской школы.
В 1958 году историческое здание было разрушено, а на его месте возведены строения по проекту финского архитектора Паули Саломаа.